# Epalpus nattereri
Epalpus nattereri är en tvåvingeart som beskrevs av Bischof 1904. Epalpus nattereri ingår i släktet Epalpus och familjen parasitflugor. Inga underarter finns listade i Catalogue of Life.